# Гибшман, Евгений Евгеньевич
Евгений Евгеньевич Гибшман (1905—1973) — доктор технических наук, профессор МАДИ, заслуженный деятель науки и техники РСФСР.

## Биография
Родился 7 (20) июля 1905 года в семье инженера путей сообщения Е. А. Гибшмана.
Учился в московской частной гимназии Страхова. Также обучался музыке и живописи. В 1917 году был вынужден для поддержания семьи подрабатывать: работал тапёром, счетоводом в красноармейской столовой, а потом на фабрике готового платья. После окончания в 1921 году средней школы он работал техником на строительстве Перервинской плотины и в том же году по путёвке профсоюза поступил в МИИТ.
После окончания института в 1925 году по специальности «Инженерные сооружения» (одновременно он прослушал полный курс факультета электротяги), он поступил работать в бюро инженерных исследований Научно-технического комитета Наркомата путей сообщения. В 1927—1929 году работал инженером-конструктором мостового отдела Днепростроя; в 1929 году вернулся в Москву, затем опять в Днепрострой, где до 1931 года работал старшим инженером отдела металлических конструкций.В этот период, с 1926 по 1930 годы, он читал курсы «Мосты» и «Железные дороги» в Московском строительном техникуме и, одновременно, окончил аспирантуру МИИТа, где занимал должность ассистента кафедры «Конструкции». Уже в 1930 году он стал доцентом и заведующим кафедрой «Мосты» факультета переподготовки МИИТа, а вскоре ещё и профессором кафедры «Инженерные сооружения промтранспорта» МИСИ, в котором по совместительству работал до 1956 года (был деканом факультета и начальником НИСа).
В 1932 году Евгений Евгеньевич Гибшман стал профессором и заведующим кафедрой «Мосты» Московского автомобильно-дорожного института. В 1934—1936 годах и с 1956 года и до последних дней жизни он был деканом дорожно-строительного факультета МАДИ. В 1935 году ему была присвоена учёная степень кандидата технических наук без защиты диссертации; в 1939 году он награждён знаком «Почётный дорожник». В эти годы им был написан учебник по деревянным автодорожным мостам, организована при кафедре мостоиспытательная станция, на которой были испытаны более 500 мостов в Москве и различных регионах СССР. Он консультирует проекты мостов на Днепрострое, Москворецкого, Большого Каменного, Краснохолмского, Большого Устьинского, Чугунного, Малого Каменного и Новоарбатского мостов в Москве и в других городах. Он является консультантом ряда строительных трестов, проектной конторы «Стальконструкции» и научным руководителем отдела искусственных сооружений ДорНии ГушосДора НКВД.
Исследования проведённые Гибшманом в 1930-х годах в области работы ветровых связей стальных мостов позволили впервые доказать, что элементы продольных горизонтальных связей активно включаются в работу на подвижную вертикальную нагрузку. Также, в результате проведённых экспериментов, ему удалось определить работу заклёпочных соединений, что позволило снять ограничения в нормативных документах.
В 1940 году состоялась защита его докторской диссертации по динамике мостов и он был утверждён в учёной степени доктора технических наук.
В начале Великой Отечественной войны он поступил добровольцем в войска Московского ПВО — участвовал в восстановлении повреждённых бомбардировками московских мостов, в устройстве понтонных мостов-дублёров. С 1942 по 1946 годы он работал в Мостовом управлении Красной армии. В это время он написал книгу по восстановлению мостов.  За участие в разработке большого числа конструкций военных мостов и, в частности, понтонных переправ в Сталинграде, уникального деревянного моста через Даугаву в Риге, собранного во время наступления в кратчайшие сроки, Е. Е. Гибшман был награждён орденом Трудового Красного Знамени и орденом Красной Звезды, а также медалями «За оборону Москвы», «За оборону Сталинграда», «За победу над Германией», «За доблестный труд в Великой Отечественной войне» и почётным званием «Мастер дорожного дела».
С 1943 года Гибшман работал на прежней должности в МАДИ, вернувшемся из эвакуации.
В 1946—1960 годах вышли его фундаментальные учебники по проектированию деревянных и металлических мостов на автомобильных дорогах, а также по искусственным сооружениям на городских автомобильных дорогах для инженеров и техников-мостовиков и дорожников автомобильно-дорожных специальностей. Он продолжал активно участвовать в проектировании, консультируя проекты крупнейших мостов через реки Оку, Днепр, Енисей, новых мостов и путепроводов в Москве и на кольцевой дороге, мостов на автомагистрали Москва–Симферополь и на Черноморском побережье Кавказа. В 1952 году была напечатана первая его книга по разработке конструкций металлических мостов, объединённых с железобетонной плитой проезжей части, на основе которой М. С. Руденко построил в Москве Новоарбатский мост.
В 1956 году в связи с пятидесятилетием и за большие заслуги в развитии отечественного мостостроения Гибшману было присвоено почётное звание «Заслуженный деятель науки и техники РСФСР». В 1961 году он был награждён орденом Ленина.
Под руководством Е. Е. Гибшмана были подготовлены 35 докторов и кандидатов технических наук.
Умер 22 января 1973 года после тяжёлой и продолжительной болезни. Похоронен на Введенском кладбище (18 уч.).

## Семья
- Жена: Мария Михайловна Якубова-Нарокова, дочь М. С. Нарокова. Их дети:
- Михаил Евгеньевич Гибшман (1933—1981) — доктор технических наук, профессор МАДИ
- Елизавета Евгеньевна (род. 1950) — старший преподаватель в МАДИ (1972—1995)
- Мария Евгеньевна (род. 1950) — балерина